# مک هورتون
مک هورتون (انگلیسی: Mack Horton؛ زادهٔ ۲۵ آوریل ۱۹۹۶) یک شناگر اهل استرالیا است.
از افتخارات وی میتوان به کسب مدال برنز ۸۰۰ متر آزاد در ۲۰۱۵ کازان اشاره کرد.